# 成田ラグビーフェスティバル
成田ラグビーフェスティバルは、2014年から千葉県成田市で開催されているラグビーユニオンに特化したスポーツイベント。
第1回は成田市政60周年記念事業として行われた。第6回までの会場は中台運動公園陸上競技場が予定されている。

## 主催
- 成田ラグビーフェスティバル実行委員会

## 主管
- 成田市ラグビーフットボール協会

## 後援
- 成田市、成田市教育委員会

## 対戦カード

### 第1回
- 2014年6月22日
  - 9:00 成田チャオズジュニア vs 千葉市ラグビースクール
  - 10:30 流通経済大学付属柏高等学校 vs 東京農業大学第二高等学校
  - 13:00 クボタスピアーズ vs NTTコミュニケーションズシャイニングアークス【メインマッチ】

### 第2回
- 2015年6月21日
  - 13:00 流通経済大学 ○52(24-12/28-27)39 東海大学【関東大学ラグビー春季大会】

### 第3回
- 2016年5月29日
  - 13:00 クボタスピアーズ vs 釜石シーウェイブス

### 第4回
- 2017年5月28日
  - 13:00 明治大学 vs 慶應義塾大学

### 第5回
- 2018年6月3日
  - 13:00 NECグリーンロケッツ 19(14-7/5-35)42○ 神戸製鋼コベルコスティーラーズ

### 第6回
- 2019年6月2日開催予定
  - 帝京大学 vs 明治大学